# 水間鉄道水間線
水間線（みずません）は、大阪府貝塚市の貝塚駅から水間観音駅までを結ぶ、水間鉄道（水鉄）が運営する鉄道路線。

## 概要
水間寺（通称「水間観音」）への参詣鉄道として建設された。貝塚駅は、大阪市などに通じる南海本線との乗換駅になっているほか、水間線の沿線開発も進み、貝塚市内陸部にとって通勤・通学路線となっている。
終点である水間観音駅の駅舎は1926年（大正15年）の全通に伴う開業時から使われており、1999年（平成11年）に国の登録有形文化財となった。
2007年（平成19年）にはPiTaPa導入を視野にスルッとKANSAI協議会に加盟した。そのPiTaPa導入は2009年（平成21年）6月1日のダイヤ改正から行われた。水間線は2013年（平成25年）3月23日から開始された交通系ICカード全国相互利用の対象になっている。

### 路線データ
- 路線距離（営業キロ）：5.5 km[1]
- 軌間：1067 mm
- 駅数：10駅（起終点駅含む）[1]
- 複線区間：なし（全線単線[1]）
- 電化区間：全線電化（直流1500 V）
- 閉塞方式：自動閉塞式
- 最高速度：60 km/h[2]

## 運行形態
貝塚駅 - 水間観音駅間で1時間あたり基本的に2本（30分間隔）、朝と平日夕方は3本（20分間隔）運転されている。途中駅で折り返す列車はない。所要時間は約15分。列車交換は途中駅で唯一の交換可能駅である名越駅で行われる。
PiTaPa導入と同時に朝夕ラッシュ時を含む全列車がワンマン運転となった。かつて朝夕のラッシュ時以外の時間帯の列車だけをワンマン化したこともあったが、その際、主な利用客である高齢者層がワンマン運転のシステムになじめなかったため、PiTaPaが導入されるまで早朝深夜以外の時間帯は再び車掌を乗務させていた。
2020年（令和2年）11月30日のダイヤ改正までは1時間あたり基本的に3本運転されていた。

### 臨時列車

#### 年末年始
終点の水間観音駅が水間寺の最寄り駅であることから、初詣客輸送のため大晦日（12月31日）深夜から元日（1月1日）午前2時台頃にかけて終電延長運転を実施している。2022年度（令和4年度）の場合は、大晦日から元日午前2時半頃にかけて、1時間間隔で計3.5往復運行された。
2019年度（令和元年度）までは終夜運転を行っていた。この後に新型コロナウイルス感染症が拡大し、2020年度大晦日の終夜運転は国土交通省の要請により中止した。
また、かつては正月三が日（1月1日 - 3日）を中心に昼間も特別ダイヤでの運行を行っていた。その変遷は以下の通り。
- 2020年（令和2年）正月まで：通常のダイヤ（当時は終日1時間に約3本運転）で運行。
- 2021年（令和3年）正月：通常の土休日ダイヤで運行。
- 2022年正月：1月1日 - 3日に特別ダイヤ（土休日ダイヤを基本に、7・8時台を毎時3本から2本に減便、10-15時台を毎時2本から3本に増便）での運行を実施。また1月4日 - 15日にも3往復の増発を実施[9]。
- 2023年（令和5年）正月：1月1日 - 3日に前年と同様の特別ダイヤでの運行を実施[7]。
- 2024年（令和6年）正月以降：通常の土休日ダイヤで運行。

### その他
大規模なイベントの開催時にも臨時列車の運行や通常列車の時刻変更が行われる。貝塚駅 - 水間観音駅ノンストップの「特急」が運行されることもあり、「特急」に乗車するには特に条件や別途料金の必要なく運賃のみで乗車できる場合と、グッズ等の購入が必要な場合がある。

## 車両
車両は南海電気鉄道の中古車両を使用していたが、1990年（平成2年）に架線電圧を600Vから1500Vに昇圧し、全車両を元東急7000系電車の7000系に置き換えた。2006年（平成18年）から7000系は順次、更新改造され1000形に改番された。1000形は2両編成4本の計8両を所有している。
- 1000形（元7000系）

### 旧在籍車
（出典：）
- モハ1形（1・2）：開業に先立って1925年（大正14年）6月に購入した車両。購入前は南海鉄道2代22・2代23号で、もとは高野登山鉄道11・12号。15m級で荷物室を備えており、定員74名。2は1946年（昭和21年）に水間車庫の火災により焼失。1は1948年（昭和23年）に車体を新造し2代目1となった。
- モハ3形（3・4）： 1927年（昭和2年）1月汽車会社東京工場で新製された木製ボギー車。11m級で定員74人。第二次世界大戦後に4は踏切事故を起こして5に改番されたが、1948年（昭和23年）の水間車庫火災により焼失し、その台枠を利用してモハ55形（初代55）を製作する。3は1962年（昭和37年）4月に廃車されたのち本社前で会議室として使用されていたが、1977年（昭和52年）の本社移転時に解体された。
- モハ15形（15・16）：1929年（昭和4年）7月に加藤車両で新製された半鋼製2軸単車。9m級で定員50人。1939年（昭和14年）に旅館「一龍」の建設資金に充てるため日満工業に売却された。
- モハ105形（105・106）：1939年（昭和14年）12月木南車両で新製された半鋼製ボギー車。11m級で定員70人。105は1946年（昭和21年）の水間車庫火災により焼失し、1950年頃まで車体が保管されていたが結局解体された。106は1952年（昭和27年）に荒尾市営電気鉄道へ売却され、同101号となった。
- 2代目モハ1形（2代目1）：1949年（昭和24年）4月、旧2の台枠と初代1の機器を利用して広瀬車両で新製された半鋼製車両。車体は元と同じく15m級だが、定員90名。1969年（昭和44年）10月廃車。
- モハ55形（初代55）：1949年（昭和24年）4月、5の台枠と電動機・制御器を利用して広瀬車両で新製された半鋼製車両。車体長の級・定員ともに旧5と同一。輸送力増強のため1952年（昭和27年）末に尾道鉄道のデキニ25と入れ替わり、尾道鉄道25号となる。
- モハ111形（111）：1949年（昭和24年）、廃車予定だった南海加太線101号の車体を購入したうえで機器を補い電動車とした。15m級で定員90人。1956年（昭和31年）5月に廃車となり、機器・台車は11号に使用され、車体は二色幼稚園に移送された。
- モハ55形（2代目55）：1953年（昭和28年）にモハ55形（初代55）と交換する形で尾道鉄道のデキニ25が入線。もとは宇部鉄道のデハニ101形（101）半鋼製ボギー車（1930年日本車輌製）である。荷物室は存置されていた。15m級で定員90人。1970年（昭和45年）10月廃車。
- モハ55形（56）：1953年（昭和28年）に尾道鉄道のデハニ301が入線。2代目55と異なり荷物室は撤去された。もとは宇部鉄道デハニ301形（301）半鋼製ボギー車（1931年日本車輌製）である。15m級で定員100人。1969年（昭和44年）廃車。
- モハ11形（11）：1956年（昭和31年）5月、111の車体を、元阪神急行電鉄67号の車体で置き換えた木造車。1967年（昭和42年）1月廃車。
- モハ250形（251・252）：1958年及び1962年ナニワ工機で新製された全鋼製ボギー車。15m級で定員110人。1972年（昭和47年）廃車、モハ252のみ水間車庫で保管されたが現在は存在しない。
- モハ360形（361）・クハ380形（381）：1966年（昭和41年）に南海から借入れて、のちに譲り受けたモハ1037・クハ1825。水鉄初の17m級車であり、またクハ381は水鉄初の制御車であった。1971年10月廃車。
- モハ360形（362）・クハ380形（363）：1966年（昭和41年）に鉄道を廃止した淡路交通から譲り受けたモハ1010・1011。1971年（昭和46年）12月廃車。
- モハ360形（364・365）：1968年（昭和43年）10月に南海から借入れて、同年12月譲り受けたモハ561形（2代目562・569）。もとは高野山電気鉄道デ102・デニ501（1928年日本車輌製）。1972年（昭和47年）11月廃車。
- モハ1251形（1258・1275）・サハ1891形（1892）：もと南海1251形で1970年（昭和45年）12月に譲り受けた。15m級で定員100人。水鉄初の3両編成を組成した。1201形導入に伴い1972年（昭和47年）廃車。
- モハ501形・クハ551形・サハ581形：もと南海1201形で、1971年（昭和46年）から翌1972年（昭和47年）かけて12両（電動車10両、付随車2両）を譲り受け、既存の車両を全て置き換えた。18m級の大型車両で、1974年（昭和49年）に塗装を変更するとともに車番を500番台に変更、1984年（昭和59年）には電動車3台を制御車・片運転室化し、塗装を再変更した。7000系導入に伴い1990年（平成2年）8月1日を最後に運用を終了し廃車、野上電気鉄道へ5両が再譲渡されたものの重量超過のため入籍せず解体された。現在はクハ553が水間検車区構内に留置されている。
- ワブ1形（1）：開業時に南海から譲り受けた木造有蓋車。もとは1899年（明治32年）12月製造の南海ワ56である。
- フト1形（1・2）：開業時に南海から譲り受けた無蓋車。もとは1906年（明治39年）9月製造の南海ワ56である。フト2は1948年（昭和23年）の水間車庫火災により焼失、フト1は1972年（昭和47年）の貨物営業廃止後に解体された。

## 利用状況
地域の住民や学生の足であるだけでなく、途中の石才駅近辺には自動車教習所があり、そこに通う人々が多く利用する。さらに正月には水間観音への初詣参拝でにぎわう。
1960 - 1970年代には年間400万人前後が利用したが、沿線の少子高齢化などで2010年度（平成22年度）には200万人を割り込み、2020年（令和2年）以降は新型コロナウイルス感染症の流行による影響も受けた。このため、水間観音駅でロケーション撮影した松平健出演のPRドラマ『アワー・ホーム』の制作と配信、車両基地内にある車庫線約100メートルの有料運転体験などにより知名度や利用者数の拡大と増収を図っている。

### 輸送実績
水間線の輸送実績を下表に記す。輸送量は減少している。
表中、最高値を赤色で、最高値を記録した年度以降の最低値を青色で、最高値を記録した年度以前の最低値を緑色で表記している。
| 年度別輸送実績     | 年度別輸送実績             | 年度別輸送実績             | 年度別輸送実績             | 年度別輸送実績             | 年度別輸送実績 | 年度別輸送実績                                                                               |
| 年 度              | 輸送実績（乗車人員）：万人 | 輸送実績（乗車人員）：万人 | 輸送実績（乗車人員）：万人 | 輸送実績（乗車人員）：万人 | 輸送密度 人/日 | 特 記 事 項                                                                                  |
| ------------------ | -------------------------- | -------------------------- | -------------------------- | -------------------------- | -------------- | -------------------------------------------------------------------------------------------- |
| 年 度              | 通 勤 定 期                | 通 学 定 期                | 定期外                     | 合 計                      | 輸送密度 人/日 | 特 記 事 項                                                                                  |
| 1970年（昭和45年） |                            |                            | 144.8                      | 385.9                      |                |                                                                                              |
| 1975年（昭和50年） | 158.5                      | 106.0                      | 151.5                      | 416.0                      | 8,410          |                                                                                              |
| 1976年（昭和51年） | 156.8                      | 107.6                      | 153.1                      | 417.5                      | 8,164          |                                                                                              |
| 1977年（昭和52年） | 158.0                      | 105.2                      | 152.2                      | 415.6                      | 8,150          |                                                                                              |
| 1978年（昭和53年） | 153.7                      | 111.6                      | 151.8                      | 417.2                      | 8,050          |                                                                                              |
| 1979年（昭和54年） | 151.8                      | 113.4                      | 151.2                      | 416.5                      | 8,016          |                                                                                              |
| 1980年（昭和55年） | 151.6                      | 110.4                      | 154.4                      | 416.5                      | 8,010          |                                                                                              |
| 1981年（昭和56年） | 154.7                      | 105.5                      | 153.5                      | 413.8                      | 7,961          |                                                                                              |
| 1982年（昭和57年） | 151.2                      | 100.6                      | 149.8                      | 401.7                      | 7,749          |                                                                                              |
| 1983年（昭和58年） | 145.8                      | 92.2                       | 142.5                      | 380.5                      | 7,407          |                                                                                              |
| 1984年（昭和59年） | 142.5                      | 91.2                       | 135.2                      | 368.9                      | 7,174          |                                                                                              |
| 1985年（昭和60年） | 139.6                      | 92.4                       | 133.7                      | 365.7                      | 7,076          |                                                                                              |
| 1986年（昭和61年） | 135.4                      | 85.3                       | 127.7                      | 348.4                      | 6,777          |                                                                                              |
| 1987年（昭和62年） | 130.7                      | 76.3                       | 121.4                      | 328.4                      | 6,416          |                                                                                              |
| 1988年（昭和63年） | 123.4                      | 68.3                       | 112.7                      | 304.4                      | 5,997          |                                                                                              |
| 1989年（平成元年） | 120.2                      | 60.4                       | 110.7                      | 291.3                      | 5,775          |                                                                                              |
| 1990年（平成2年）  | 121.4                      | 63.4                       | 110.8                      | 295.6                      | 5,748          | 冷房電車導入                                                                                 |
| 1991年（平成3年）  | 124.3                      | 57.3                       | 113.7                      | 295.3                      | 5,783          |                                                                                              |
| 1992年（平成4年）  | 130.5                      | 59.1                       | 115.9                      | 305.5                      | 5,903          |                                                                                              |
| 1993年（平成5年）  | 133.9                      | 59.0                       | 118.6                      | 311.5                      | 5,948          |                                                                                              |
| 1994年（平成6年）  | 137.7                      | 60.8                       | 113.1                      | 311.6                      | 5,912          |                                                                                              |
| 1995年（平成7年）  | 137.5                      | 60.3                       | 110.2                      | 308.0                      | 5,798          |                                                                                              |
| 1996年（平成8年）  | 129.9                      | 53.1                       | 102.7                      | 285.7                      | 5,385          |                                                                                              |
| 1997年（平成9年）  | 124.6                      | 54.9                       | 97.0                       | 276.5                      | 5,187          |                                                                                              |
| 1998年（平成10年） | 116.6                      | 57.7                       | 92.7                       | 267.0                      | 5,026          |                                                                                              |
| 1999年（平成11年） | 109.0                      | 60.0                       | 92.4                       | 261.4                      | 4,941          |                                                                                              |
| 2000年（平成12年） | 106.7                      | 55.4                       | 88.6                       | 250.7                      | 4,748          |                                                                                              |
| 2001年（平成13年） | 102.9                      | 56.3                       | 83.1                       | 242.3                      | 4,570          |                                                                                              |
| 2002年（平成14年） | 94.1                       | 55.0                       | 78.5                       | 227.6                      | 4,275          |                                                                                              |
| 2003年（平成15年） | 88.5                       | 55.0                       | 76.8                       | 220.3                      | 4,079          |                                                                                              |
| 2004年（平成16年） | 87.3                       | 54.8                       | 73.0                       | 215.1                      | 3,964          |                                                                                              |
| 2005年（平成17年） | 89.1                       | 52.2                       | 72.9                       | 214.2                      | 3,947          |                                                                                              |
| 2006年（平成18年） | 90.0                       | 55.2                       | 73.7                       | 218.9                      | 4,043          |                                                                                              |
| 2007年（平成19年） |                            |                            |                            |                            |                |                                                                                              |
| 2008年（平成20年） |                            |                            |                            |                            |                |                                                                                              |
| 2009年（平成21年） |                            |                            |                            |                            |                |                                                                                              |
| 2010年（平成22年） |                            |                            |                            |                            |                |                                                                                              |
| 2011年（平成23年） |                            |                            |                            |                            |                |                                                                                              |
| 2012年（平成24年） | 76.4                       | 39.5                       | 72.6                       | 188.5                      | 3,111          |                                                                                              |
| 2013年（平成25年） | 77.0                       | 38.1                       | 72.9                       | 188.0                      | 3,514          |                                                                                              |
| 2014年（平成26年） | 80.7                       | 35.4                       | 73.9                       | 190.0                      | 3,514          | 輸送密度は誤記（旅客人キロを365日5.5kmで除すと3,601）                                        |
| 2015年（平成27年） |                            |                            |                            |                            | 3,601          | 輸送密度の計算の基礎となる各数値が前年と全く同じになっており誤記と思われる。正しい数値は不明 |
| 2016年（平成28年） | 78.2                       | 33.2                       | 74.5                       | 185.9                      | 3,545          |                                                                                              |
| 2017年（平成29年） | 77.0                       | 30.9                       | 75.9                       | 183.8                      | 3,518          |                                                                                              |
| 2018年（平成30年） | 77.8                       | 30.2                       | 75.6                       | 183.6                      | 3,521          |                                                                                              |
| 2019年（令和元年） | 79.6                       | 31.9                       | 72.0                       | 183.5                      | 3,478          |                                                                                              |
| 2020年（令和2年）  | 73.5                       | 25.7                       | 54.0                       | 153.2                      | 2,797          |                                                                                              |

出典：『鉄道統計年報』（国土交通省鉄道局監修）

### 営業成績
水間線の営業成績を下表に記す。旅客運賃収入が増加した時期もあったが最近では減少している。
表中、最高値を赤色で、最高値を記録した年度以降の最低値を青色で、最高値を記録した年度以前の最低値を緑色で表記している。
| 年度別営業成績     | 年度別営業成績     | 年度別営業成績     | 年度別営業成績     | 年度別営業成績     | 年度別営業成績     | 年度別営業成績 | 年度別営業成績 | 年度別営業成績 | 年度別営業成績 | 年度別営業成績 |
| 年 度              | 旅客運賃収入：千円 | 旅客運賃収入：千円 | 旅客運賃収入：千円 | 旅客運賃収入：千円 | 旅客運賃収入：千円 | 運輸雑収 千円  | 営業収益 千円  | 営業経費 千円  | 営業損益 千円  | 営業 係数      |
| ------------------ | ------------------ | ------------------ | ------------------ | ------------------ | ------------------ | -------------- | -------------- | -------------- | -------------- | -------------- |
| 年 度              | 通勤定期           | 通学定期           | 定 期 外           | 手小荷物           | 合 計              | 運輸雑収 千円  | 営業収益 千円  | 営業経費 千円  | 営業損益 千円  | 営業 係数      |
| 1975年（昭和50年） | 137,651            | ←←←←               | 159,117            |                    |                    | 883            | 299,303        |                |                |                |
| 1976年（昭和51年） |                    | ←←←←               |                    |                    |                    |                |                |                |                |                |
| 1977年（昭和52年） |                    | ←←←←               |                    |                    |                    |                |                |                |                |                |
| 1978年（昭和53年） |                    | ←←←←               |                    |                    |                    |                |                |                |                |                |
| 1979年（昭和54年） |                    | ←←←←               |                    |                    |                    |                |                |                |                |                |
| 1980年（昭和55年） |                    | ←←←←               |                    |                    |                    |                |                |                |                |                |
| 1981年（昭和56年） |                    | ←←←←               |                    |                    |                    |                |                |                |                |                |
| 1982年（昭和57年） |                    | ←←←←               |                    |                    |                    |                |                |                |                |                |
| 1983年（昭和58年） |                    | ←←←←               |                    |                    |                    |                |                |                |                |                |
| 1984年（昭和59年） |                    | ←←←←               |                    |                    |                    |                |                |                |                |                |
| 1985年（昭和60年） |                    | ←←←←               |                    |                    |                    |                |                |                |                |                |
| 1986年（昭和61年） | 207,220            | ←←←←               | 225,247            | 0                  | 432,467            | 4,093          | 436,560        |                |                |                |
| 1987年（昭和62年） | 146,087            | 49,690             | 215,436            | 0                  | 411,213            | 6,856          | 418,069        |                |                |                |
| 1988年（昭和63年） | 141,144            | 45,509             | 204,976            | 0                  | 391,629            | 6,652          | 398,271        |                |                |                |
| 1989年（平成元年） | 156,394            | 46,714             | 222,252            | 0                  | 425,360            | 3,140          | 428,500        |                |                |                |
| 1990年（平成2年）  | 153,560            | 47,527             | 213,988            | 0                  | 415,075            | 5,563          | 420,638        |                |                |                |
| 1991年（平成3年）  | 157,515            | 42,929             | 219,179            | 0                  | 419,623            | 9,663          | 429,286        |                |                |                |
| 1992年（平成4年）  | 164,215            | 44,287             | 220,637            | 0                  | 429,139            | 10,686         | 439,825        |                |                |                |
| 1993年（平成5年）  | 168,028            | 44,374             | 224,334            | 0                  | 436,736            | 11,348         | 448,084        |                |                |                |
| 1994年（平成6年）  | 171,546            | 45,591             | 214,896            | 0                  | 432,033            | 11,071         | 443,104        |                |                |                |
| 1995年（平成7年）  | 170,604            | 44,879             | 212,139            | 0                  | 427,622            | 11,945         | 439,567        |                |                |                |
| 1996年（平成8年）  | 173,655            | 42,796             | 214,570            | 0                  | 431,021            | 10,665         | 441,686        |                |                |                |
| 1997年（平成9年）  | 166,658            | 43,769             | 203,001            | 0                  | 413,428            | 10,051         | 423,479        |                |                |                |
| 1998年（平成10年） | 156,962            | 45,964             | 194,225            | 0                  | 397,151            | 8,864          | 406,015        |                |                |                |
| 1999年（平成11年） | 147,755            | 48,034             | 193,915            | 0                  | 389,704            | 9,052          | 398,756        |                |                |                |
| 2000年（平成12年） | 144,493            | 44,179             | 186,028            | 0                  | 374,700            | 8,491          | 383,191        |                |                |                |
| 2001年（平成13年） | 138,936            | 44,128             | 174,374            | 0                  | 357,438            | 7,300          | 364,738        |                |                |                |
| 2002年（平成14年） | 126,910            | 42,657             | 163,972            | 0                  | 333,539            | 10,813         | 344,352        |                |                |                |
| 2003年（平成15年） | 118,955            | 40,699             | 160,559            | 0                  | 320,213            | 14,314         | 334,527        |                |                |                |
| 2004年（平成16年） | 116,884            | 38,984             | 152,589            | 0                  | 308,457            | 14,712         | 323,169        |                |                |                |
| 2005年（平成17年） | 119,222            | 36,516             | 153,875            | 0                  | 309,613            | 18,641         | 328,254        |                |                |                |
| 2006年（平成18年） |                    |                    | 155,338            | 0                  | 314,626            | 15,871         | 331,698        | 253,818        | 77,880         | 76.5           |

出典：『鉄道統計年報』（国土交通省鉄道局監修）

## 歴史
- 1923年（大正12年）8月8日 鉄道免許状下付（泉南郡木島村 - 同郡麻生郷村間）[15]
- 1925年（大正14年）
  - 12月24日：貝塚南駅（のちの海塚駅） - 名越駅間が開業[16]
  - 12月28日：貝塚駅 - 貝塚南駅間に貨物線を開設。
- 1926年（大正15年）1月30日：名越駅 - 水間駅間が開業して全通[17]。
- 1934年（昭和9年）1月20日：貝塚駅 - 貝塚南駅間の旅客営業開始[18]。
- 1952年（昭和27年）1月1日：貝塚南駅を海塚駅に改称。
- 1960年（昭和35年）11月23日：三ヶ山口駅を開業。
- 1967年（昭和42年）7月10日：貝塚市役所前駅を開業。
- 1969年（昭和44年）6月10日：近義の里駅を開業。
- 1972年（昭和47年）
  - 5月1日：貨物営業を廃止。
  - 12月25日：海塚駅を廃止。
- 1973年（昭和48年）10月：南海電鉄の昇圧に伴い、水鉄独自の清児変電所を運転開始[14]。
- 1985年（昭和60年）12月18日：自動閉塞化[19]。
- 1990年（平成2年）8月2日：架線電圧を1500Vに昇圧[12]。
- 2009年（平成21年）6月1日：PiTaPa導入。ワンマン運転を開始。水間駅を水間観音駅に改称。
- 2013年（平成23年）8月27日：三ツ松駅付近で遮断機が上がった状態で電車と乗用車が接触する踏切事故が発生。この事故で不作動の遮断機があったのに放置していたとして、2015年12月17日に助役や運転士らを書類送検[20]。
- 2020年（令和2年）11月30日：ダイヤ改正により土日祝ダイヤを導入[21]。
- 2024年（令和6年）11月2日 - 12月1日：午後6時 - 9時に走行中の電車からプロジェクションマッピングを投影する「光のアート電車」を、会社創立100周年記念を兼ねて実施[10]。

## 水間鉄道新線計画
清児駅から分岐して大阪府泉佐野市南部の犬鳴山を経て和歌山県那賀郡粉河町（現在の紀の川市）まで延長する計画があった。1927年（昭和2年）、当時は水間駅の少し手前から粉河まで、犬鳴電気鉄道と粉河電気鉄道によって申請されたが粉河電気鉄道は却下。犬鳴電気鉄道は1928年1月21日に免許されたが期限内に工事施行の認可申請がされず1930年10月24日に免許が失効した。その後、水間鉄道が1950年（昭和25年）12月23日に水間 - 粉河間の鉄道敷設免許を取得。資金調達のため1953年に紀泉鉄道という別会社を設立し、同年に起点を清児駅に変更して1955年（昭和30年）6月16日に着工したものの、紀泉熊取駅の少し手前まで工事が進んだところで、資金不足で工事は中止された。1959年3月9日に水間鉄道は紀泉鉄道を吸収合併し、維持していた免許も1967年（昭和42年）1月18日に山越えとなる犬鳴 - 粉河間が当面開通の見込みが無いとの理由で当時の運輸省より免許返納を勧められたため起業を廃止。残る清児 - 犬鳴間も何度か第三セクター方式で再起が試みられたが、資金調達の目処がつかなかった。1996年（平成8年）にこの区間の建設も断念し、こちらも起業廃止届を申請し、同年9月11日付で認可され計画は立ち消えとなった。
2006年（平成18年）時点で、清児駅付近の住宅地内に残っていた用地は宅地化され、清児から熊取町七山付近までに痕跡が一部残るのみで、熊取ニュータウンの中央部に都市計画道路と一緒に確保されていた用地は道路用地を除きほとんど宅地化された。熊取ニュータウン内にある、敷地への立入りを禁ずる看板には道路管理者のほか水間鉄道の名前も見える。
計画されていた駅
清児駅 - 病院前駅 - 七山駅 - 紀泉熊取駅 - 朝代駅 - 土丸駅 - 大木駅 - 犬鳴不動駅 - 神通駅 - 紀泉池田駅 - 紀泉長田駅 - 紀泉粉河駅

## 駅一覧
- 全駅が大阪府貝塚市内に所在、全列車が各駅に停車。
- 線路（全線単線） … ◇・∨・∧：列車交換可能、｜：列車交換不可

| 駅名           | 駅間キロ | 営業キロ | 接続路線                       | 線路 |
| -------------- | -------- | -------- | ------------------------------ | ---- |
| 貝塚駅         | -        | 0.0      | 南海電気鉄道： 南海本線 (NK26) | ∨    |
| 貝塚市役所前駅 | 0.8      | 0.8      |                                | ｜   |
| 近義の里駅     | 0.4      | 1.2      |                                | ｜   |
| 石才駅         | 0.8      | 2.0      |                                | ｜   |
| 清児駅         | 0.8      | 2.8      |                                | ｜   |
| 名越駅         | 0.4      | 3.2      |                                | ◇    |
| 森駅           | 1.1      | 4.3      |                                | ｜   |
| 三ツ松駅       | 0.4      | 4.7      |                                | ｜   |
| 三ヶ山口駅     | 0.4      | 5.1      |                                | ｜   |
| 水間観音駅     | 0.4      | 5.5      |                                | ∧    |

- 近義の里駅 - 石才駅間で、西日本旅客鉄道（JR西日本）阪和線と立体交差しているが、交差地点の近辺には両路線ともに駅はなく、接続はしていない。
- 貝塚駅より0.2kmの地点には、かつて海塚駅があった（1925年 - 1972年）。開業当時はこの駅が起点駅であったためか、線内の距離標（キロポスト）は、現在でもこの地点を基準として設置され、同地点から水間観音駅に向かって純粋に数字が増えていく。
  - 海塚駅跡付近に建つ0キロポストより貝塚側は「貝塚連絡線」という。